# Хмельно (гмина)
Хмельно (пол. Chmielno) — сельская гмина (волость) в Польше, входит как административная единица в Картузский повет, Поморское воеводство. Население — 6381 человек (на 2004 год).

## Демография
| Перепись                       | Всего   | Всего | Женщины | Женщины | Мужчины | Мужчины |
| ------------------------------ | ------- | ----- | ------- | ------- | ------- | ------- |
| Единицы                        | человек | %     | человек | %       | человек | %       |
| Население                      | 6381    | 100   | 3148    | 49,3    | 3233    | 50,7    |
| Плотность населения (чел./км²) | 80,6    | 80,6  | 39,8    | 39,8    | 40,8    | 40,8    |

## Соседние гмины
1. Гмина Картузы
2. Гмина Сераковице
3. Гмина Стенжица